# Ханен, Адриана Йоханна
Адриана Йоханна Ханен (рус. дорев.: Адрианна ван Гаанен; Хаанен, ван Ханен; нидерл. Adriana Johanna Haanen; 14 июня 1814[…], Остерхаут, Северный Брабант — 8 октября 1895[…], Остербек, Гелдерланд) — голландская художница.

## Биография
Адриана Йоханна Ханен родилась 14 июня 1814 года в городке Остерхаут в голландской провинции Северный Брабант.
Дочь художника и торговца произведениями искусства Каспариса Ханена (1778—1849) и его жены Изабеллы Йоханны, урождённой Сангстер (1777—1846). Сестра художников и художниц Георга Гиллиса (1807—1879), Элизабет Алиды (1809—1845), Ремигиуса Адриануса Ханенов (1812—1894), тётка художника Сесила ван Ханена.
Адриана Йоханна, все её братья и сестры получили начальное художественное образование у своего отца. В её обучении также участвовал и её старший брат, Георг Гиллис.
Известность Адриане Ханен принесли натюрморты с изображением фруктов и цветов. В 1845 году она стала почетным членом Королевской академии изящных искусств в Амстердаме.
В 1862 году город Амстердам наградил её золотой медалью за картину, которую она представила на ежегодной выставке Levende Meesters. Ханен регулярно выставляла свои работы на различные выставки в Амстердаме, Антверпене, Брюсселе, Бремене и Париже.
У Ханен была очень близкая дружба с коллегой-художницей Марией Вос. Она переехала из Амстердама в Остербек в 1853 году, где они с Вос поселились в одном доме. Получив большую известность, Ханен стала назначать довольно высокие цены за свои работы, и её творчество стало очень прибыльным. В 1870 году Ханен и Вос вместе построили большой дом в Остербеке, который они назвали «Вилла Града». Там Ханен и Вос продолжили жить вместе, пока смерть не разлучила их.
Русский дореволюционный Энциклопедический словарь Брокгауза и Ефрона сообщал о ней (в статье о брате): «Адрианна (…) пользуется некоторой известностью, как мастерица изображать цветы».
Адриана Йоханна Ханен умерла 8 октября 1895 года в Остербеке.
Среди учениц Ханен были Анна Абрахамс и Кристина Алида Блейденштайн.

## Галерея
- Натюрморт с цветами в бронзовой вазе
- Натюрморт с букетом летних цветов на мраморном столе
- Натюрморт с розами
- Натюрморт с розами, крыжовником и апельсином
- Натюрморт с клубникой и виноградом
- Натюрморт с тремя букетами цветов